# Lista siturilor arheologice din județul Maramureș - O
Lista siturilor arheologice din județul Maramureș - O conține toate siturile arheologice din județul Maramureș înscrise în Repertoriul Arheologic Național (RAN) și aflate în localități al căror nume începe cu litera O. RAN este administrat de Ministerul Culturii și Patrimoniului Național și cuprinde date științifice, cartografice, topografice, imagini și planuri, precum și orice alte informații privitoare la zonele cu potențial arheologic, studiate sau nu, încă existente sau dispărute.
Puteți căuta un sit din localitățile care încep cu litera O folosind formularul de mai jos sau puteți naviga prin toate siturile din județ la Lista siturilor arheologice din județul Maramureș.
| Cod RAN                                   | Denumire | Localitate                            | Adresă                | Datare                               | Descoperit                           | Coordonate | Imagine           | Erori            |
| ----------------------------------------- | --- | ------------------------------------- | --------------------- | ------------------------------------ | ------------------------------------ | ---------- | ----------------- | ---------------- |
| 108375.01.01 (Cod LMI: MM-I-m-B-04396.03) | Situl arheologic de la Oarța de Jos - "Vâlceaua Rusului" / ansamblu anonim (Categorie: locuire civilă) (Tip: Așezare)                  | sat Oarța de Jos, comuna Oarța de Jos | Vâlceaua Rusului      | Wietenberg                           | E. Comșa și C. Kacso 1970            |            | Încărcați imagine | Raportați eroare |
| 108375.01.02 (Cod LMI: MM-I-m-B-04396.02) | Situl arheologic de la Oarța de Jos - "Vâlceaua Rusului" / ansamblu anonim (Categorie: locuire civilă) (Tip: Așezare)                  | sat Oarța de Jos, comuna Oarța de Jos | Vâlceaua Rusului      | Suciu de Sus                         | E. Comșa și C. Kacso 1970            |            | Încărcați imagine | Raportați eroare |
| 108375.01.03 (Cod LMI: MM-I-m-B-04396.01) | Situl arheologic de la Oarța de Jos - "Vâlceaua Rusului" / ansamblu anonim (Categorie: locuire civilă) (Tip: Așezare)                  | sat Oarța de Jos, comuna Oarța de Jos | Vâlceaua Rusului      | sec.VII-VIII                         | E. Comșa și C. Kacso 1970            |            | Încărcați imagine | Raportați eroare |
| 108375.01.04 (Cod LMI: MM-I-s-B-04396)    | Situl arheologic de la Oarța de Jos - "Vâlceaua Rusului" / ansamblu anonim (Categorie: locuire civilă) (Tip: Așezare)                  | sat Oarța de Jos, comuna Oarța de Jos | Vâlceaua Rusului      |                                      | E. Comșa și C. Kacso 1970            |            | Încărcați imagine | Raportați eroare |
| 108375.02.01 (Cod LMI: MM-I-s-B-04397)    | Așezarea Suciu de Sus de la Oarța de Jos - "Alac" / ansamblu anonim (Categorie: locuire civilă) (Tip: Așezare)                         | sat Oarța de Jos, comuna Oarța de Jos | Alac                  | Suciu de Sus                         | C. Kacso 1977                        |            | Încărcați imagine | Raportați eroare |
| 108384.02.01 (Cod LMI: MM-I-s-A-04398)    | Situl arheologic din epoca bronzului de la Oarța de Sus - "Ghiile Botii" / ansamblu anonim (Categorie: locuire) (Tip: Așezare)         | sat Oarța de Sus, comuna Oarța de Jos | Ghiile Botii          | Wietenberg                           | Carol kacso, Georgeta M. Iuga 1979   |            | Încărcați imagine | Raportați eroare |
| 108384.02.02 (Cod LMI: MM-I-s-A-04398)    | Situl arheologic din epoca bronzului de la Oarța de Sus - "Ghiile Botii" / ansamblu anonim (Categorie: locuire) (Tip: Complex de cult) | sat Oarța de Sus, comuna Oarța de Jos | Ghiile Botii          | Wietenberg                           | Carol kacso, Georgeta M. Iuga 1979   |            | Încărcați imagine | Raportați eroare |
| 108384.03.01 (Cod LMI: MM-I-m-A-04399.03) | Situl arheologic de la Oarța de Sus - "Oul Făgetului" / ansamblu anonim (Categorie: locuire civilă) (Tip: Așezare)                     | sat Oarța de Sus, comuna Oarța de Jos | Oul Făgetului         | Pișcolt                              |                                      |            | Încărcați imagine | Raportați eroare |
| 108384.03.02 (Cod LMI: MM-I-m-A-04399.03) | Situl arheologic de la Oarța de Sus - "Oul Făgetului" / ansamblu anonim (Categorie: locuire civilă) (Tip: Așezare)                     | sat Oarța de Sus, comuna Oarța de Jos | Oul Făgetului         |                                      |                                      |            | Încărcați imagine | Raportați eroare |
| 108384.03.03 (Cod LMI: MM-I-m-A-04399.02) | Situl arheologic de la Oarța de Sus - "Oul Făgetului" / ansamblu anonim (Categorie: locuire civilă) (Tip: Așezare)                     | sat Oarța de Sus, comuna Oarța de Jos | Oul Făgetului         | Suciu de Sus                         |                                      |            | Încărcați imagine | Raportați eroare |
| 108384.03.04 (Cod LMI: MM-I-m-A-04399.01) | Situl arheologic de la Oarța de Sus - "Oul Făgetului" / ansamblu anonim (Categorie: locuire civilă) (Tip: Așezare)                     | sat Oarța de Sus, comuna Oarța de Jos | Oul Făgetului         |                                      |                                      |            | Încărcați imagine | Raportați eroare |
| 108384.04.01 (Cod LMI: MM-I-s-B-04400)    | Așezarea Suciu de Sus de la Oarța de Sus - "Mânzata" / ansamblu anonim (Categorie: locuire civilă) (Tip: Așezare)                      | sat Oarța de Sus, comuna Oarța de Jos | Mânzata               | Suciu de Sus                         |                                      |            | Încărcați imagine | Raportați eroare |
| 108384.05.01 (Cod LMI: MM-I-s-B-04401)    | Așezarea Suciu de Sus de la Oarța de Sus - "Făget" / ansamblu anonim (Categorie: locuire civilă) (Tip: Așezare)                        | sat Oarța de Sus, comuna Oarța de Jos | Făget                 | Lăpuș                                |                                      |            | Încărcați imagine | Raportați eroare |
| 108384.06.03 (Cod LMI: MM-I-s-B-04402)    | Situl arheologic de la Oarța de Sus - "Măgura" / ansamblu anonim (Categorie: locuire civilă) (Tip: Așezare)                            | sat Oarța de Sus, comuna Oarța de Jos | Măgura                | Tiszapolgár                          |                                      |            | Încărcați imagine | Raportați eroare |
| 108384.06.04 (Cod LMI: MM-I-m-B-04402.03) | Situl arheologic de la Oarța de Sus - "Măgura" / ansamblu anonim (Categorie: locuire civilă) (Tip: Așezare)                            | sat Oarța de Sus, comuna Oarța de Jos | Măgura                | Iclod                                |                                      |            | Încărcați imagine | Raportați eroare |
| 108384.06.06 (Cod LMI: MM-I-m-B-04402.02) | Situl arheologic de la Oarța de Sus - "Măgura" / ansamblu anonim (Categorie: locuire civilă) (Tip: Așezare)                            | sat Oarța de Sus, comuna Oarța de Jos | Măgura                | Coțofeni                             |                                      |            | Încărcați imagine | Raportați eroare |
| 108384.06.07 (Cod LMI: MM-I-m-B-04402.01) | Situl arheologic de la Oarța de Sus - "Măgura" / ansamblu anonim (Categorie: locuire civilă) (Tip: Așezare)                            | sat Oarța de Sus, comuna Oarța de Jos | Măgura                | dacică sec.I a.Ch.-I p.Ch.           |                                      |            | Încărcați imagine | Raportați eroare |
| 108384.06.01 (Cod LMI: MM-I-s-B-04402)    | Situl arheologic de la Oarța de Sus - "Măgura" / ansamblu anonim (Categorie: locuire civilă) (Tip: Așezare)                            | sat Oarța de Sus, comuna Oarța de Jos | Măgura                |                                      |                                      |            | Încărcați imagine | Raportați eroare |
| 108384.06.02 (Cod LMI: MM-I-s-B-04402)    | Situl arheologic de la Oarța de Sus - "Măgura" / ansamblu anonim (Categorie: locuire civilă) (Tip: Așezare)                            | sat Oarța de Sus, comuna Oarța de Jos | Măgura                |                                      |                                      |            | Încărcați imagine | Raportați eroare |
| 108384.06.05 (Cod LMI: MM-I-s-B-04402)    | Situl arheologic de la Oarța de Sus - "Măgura" / ansamblu anonim (Categorie: locuire civilă) (Tip: bordei)                             | sat Oarța de Sus, comuna Oarța de Jos | Măgura                | Coțofeni - II, III                   |                                      |            | Încărcați imagine | Raportați eroare |
| 107341.01.01 (Cod LMI: MM-I-s-B-04403)    | Așezarea Suciu de Sus de la Oncești - "Pe Corn" / ansamblu anonim (Categorie: locuire civilă) (Tip: Așezare)                           | sat Oncești, comuna Oncești           | Pe Corn               | Suciu de Sus                         |                                      |            | Încărcați imagine | Raportați eroare |
| 107341.02.01 (Cod LMI: MM-I-s-B-04404)    | Așezarea Gava de la Oncești - "Bolteni" / ansamblu anonim (Categorie: locuire civilă) (Tip: Așezare)                                   | sat Oncești, comuna Oncești           | Bolteni               | Gáva                                 |                                      |            | Încărcați imagine | Raportați eroare |
| 107341.03.01 (Cod LMI: MM-I-m-B-04405.02) | Situl arheologic de la Oncești - "Cetățeaua" / ansamblu anonim (Categorie: locuire) (Tip: Așezare)                                     | sat Oncești, comuna Oncești           | Cetățeaua             | geto-dacică sec. I a.Chr. - I p.Chr. |                                      |            | Încărcați imagine | Raportați eroare |
| 107341.03.02 (Cod LMI: MM-I-m-B-04405.01) | Situl arheologic de la Oncești - "Cetățeaua" / ansamblu anonim (Categorie: locuire) (Tip: Fortificație)                                | sat Oncești, comuna Oncești           | Cetățeaua             |                                      |                                      |            | Încărcați imagine | Raportați eroare |
| 108393.01.01 (Cod LMI: MM-I-s-B-04406)    | Așezarea Suciu de Sus de la Orțița - "Cernuțel" / ansamblu anonim (Categorie: locuire civilă) (Tip: Așezare)                           | sat Orțița, comuna Oarța de Jos       | Cernuțel              | Suciu de Sus                         |                                      |            | Încărcați imagine | Raportați eroare |
| 108384.01.01                              | Situl arheologic de la Oarța de Sus - "Dealul Stremțului" / ansamblu anonim (Categorie: locuire civilă) (Tip: Așezare)                 | sat Oarța de Sus, comuna Oarța de Jos | Dealul Stremțului     | Suciu de Sus                         |                                      |            | Încărcați imagine | Raportați eroare |
| 108384.01.02                              | Situl arheologic de la Oarța de Sus - "Dealul Stremțului" / ansamblu anonim (Categorie: locuire civilă) (Tip: locuire)                 | sat Oarța de Sus, comuna Oarța de Jos | Dealul Stremțului     | Pișcolt                              |                                      |            | Încărcați imagine | Raportați eroare |
| 108384.01.03                              | Situl arheologic de la Oarța de Sus - "Dealul Stremțului" / ansamblu anonim (Categorie: locuire civilă) (Tip: locuire)                 | sat Oarța de Sus, comuna Oarța de Jos | Dealul Stremțului     | Tiszapolgár                          |                                      |            | Încărcați imagine | Raportați eroare |
| 108384.07.01 (Cod LMI: MM-I-s-B-04372)    | Situl arheologic de la Oarța de Sus- Oarză / ansamblu anonim (Categorie: locuire civilă) (Tip: Așezare)                                | sat Oarța de Sus, comuna Oarța de Jos | Oarză                 | Tiszapolgár                          |                                      |            | Încărcați imagine | Raportați eroare |
| 108384.07.02 (Cod LMI: MM-I-m-B-04372.01) | Situl arheologic de la Oarța de Sus- Oarză / ansamblu anonim (Categorie: locuire civilă) (Tip: Așezare)                                | sat Oarța de Sus, comuna Oarța de Jos | Oarză                 | sec.III-IV                           |                                      |            | Încărcați imagine | Raportați eroare |
| 108384.07.03 (Cod LMI: MM-I-m-B-04372.02) | Situl arheologic de la Oarța de Sus- Oarză / ansamblu anonim (Categorie: locuire civilă) (Tip: Așezare)                                | sat Oarța de Sus, comuna Oarța de Jos | Oarză                 | Wietenberg                           |                                      |            | Încărcați imagine | Raportați eroare |
| 107341.04.01                              | Situl arheologic de la Oncești / ansamblu anonim (Categorie: locuire) (Tip: Așezare)                                                   | sat Oncești, comuna Oncești           |                       | Gáva                                 |                                      |            | Încărcați imagine | Raportați eroare |
| 107341.04.02                              | Situl arheologic de la Oncești / ansamblu anonim (Categorie: locuire) (Tip: Așezare)                                                   | sat Oncești, comuna Oncești           |                       | sec. XVII-XVIII                      |                                      |            | Încărcați imagine | Raportați eroare |
| 108375.03.01                              | Așezarea preistorică de la Oarța de Jos - Cornuțel / ansamblu anonim (Categorie: locuire) (Tip: Așezare)                               | sat Oarța de Jos, comuna Oarța de Jos | Cornuțel              |                                      | I. Stanciu 1985                      |            | Încărcați imagine | Raportați eroare |
| 108375.04.01                              | Așezarea medievală de la Oarța de Jos / ansamblu anonim (Categorie: locuire) (Tip: Așezare)                                            | sat Oarța de Jos, comuna Oarța de Jos |                       |                                      | V. Lungu                             |            | Încărcați imagine | Raportați eroare |
| 108384.08.01                              | Situl arheologic de la Oarța de Sus - Dealul Bobota / ansamblu anonim (Categorie: locuire civilă) (Tip: Așezare)                       | sat Oarța de Sus, comuna Oarța de Jos | Dealul Bobota         |                                      | Georgeta M. Iuga și I. Stanciu 1985  |            | Încărcați imagine | Raportați eroare |
| 108384.08.02                              | Situl arheologic de la Oarța de Sus - Dealul Bobota / ansamblu anonim (Categorie: locuire civilă) (Tip: Așezare)                       | sat Oarța de Sus, comuna Oarța de Jos | Dealul Bobota         |                                      | Georgeta M. Iuga și I. Stanciu 1985  |            | Încărcați imagine | Raportați eroare |
| 108384.09.01                              | Așezarea preistorică de la Oarța de Sus - Fântâna lui Blaga / ansamblu anonim (Categorie: locuire) (Tip: Așezare)                      | sat Oarța de Sus, comuna Oarța de Jos | Fântâna lui Blaga     |                                      |                                      |            | Încărcați imagine | Raportați eroare |
| 108384.09                                 | Așezarea preistorică de la Oarța de Sus - Fântâna lui Blaga / ansamblu anonim (Categorie: locuire)                                     | sat Oarța de Sus, comuna Oarța de Jos | Fântâna lui Blaga     |                                      |                                      |            | Încărcați imagine | Raportați eroare |
| 108384.10.01                              | Așezarea din epoca bronzului de la Oarța de Sus - La Braniște / ansamblu anonim (Categorie: locuire) (Tip: Așezare)                    | sat Oarța de Sus, comuna Oarța de Jos | La Braniște           |                                      | D. Pop, Tr. Rus și Z. Șomcutean 2002 |            | Încărcați imagine | Raportați eroare |
| 108384.11.01                              | Situl arheologic de la Oarța de Sus - Sub Dealul Stremțului / ansamblu anonim (Categorie: locuire) (Tip: Așezare)                      | sat Oarța de Sus, comuna Oarța de Jos | Sub Dealul Stremțului |                                      |                                      |            | Încărcați imagine | Raportați eroare |
| 108384.11.02                              | Situl arheologic de la Oarța de Sus - Sub Dealul Stremțului / ansamblu anonim (Categorie: locuire) (Tip: Așezare)                      | sat Oarța de Sus, comuna Oarța de Jos | Sub Dealul Stremțului | Suciu de Sus - II                    |                                      |            | Încărcați imagine | Raportați eroare |
| 108384.11.03                              | Situl arheologic de la Oarța de Sus - Sub Dealul Stremțului / ansamblu anonim (Categorie: locuire) (Tip: Așezare)                      | sat Oarța de Sus, comuna Oarța de Jos | Sub Dealul Stremțului | Tiszapolgár                          |                                      |            | Încărcați imagine | Raportați eroare |
| 108384.12.01                              | Situl arheologic de la Oarța de Sus - Costișa / ansamblu anonim (Categorie: locuire) (Tip: Așezare)                                    | sat Oarța de Sus, comuna Oarța de Jos | Costișa               | Suciu de Sus                         |                                      |            | Încărcați imagine | Raportați eroare |
| 108384.12.02                              | Situl arheologic de la Oarța de Sus - Costișa / ansamblu anonim (Categorie: locuire) (Tip: Așezare)                                    | sat Oarța de Sus, comuna Oarța de Jos | Costișa               | sec. III-IV                          |                                      |            | Încărcați imagine | Raportați eroare |
| 108384.13.01                              | Situl arheologic de la Oarța de Sus - Citere / ansamblu anonim (Categorie: locuire) (Tip: Așezare)                                     | sat Oarța de Sus, comuna Oarța de Jos | Citere                | Suciu de Sus                         |                                      |            | Încărcați imagine | Raportați eroare |
| 108384.13.02                              | Situl arheologic de la Oarța de Sus - Citere / ansamblu anonim (Categorie: locuire) (Tip: Așezare)                                     | sat Oarța de Sus, comuna Oarța de Jos | Citere                |                                      |                                      |            | Încărcați imagine | Raportați eroare |
| 108384.14.01                              | Situl arheologic de la Oarța de Sus - Podul Oarghii / ansamblu anonim (Categorie: locuire) (Tip: Așezare)                              | sat Oarța de Sus, comuna Oarța de Jos | Podul Oarghii         | Wietenberg                           |                                      |            | Încărcați imagine | Raportați eroare |
| 108384.14.02                              | Situl arheologic de la Oarța de Sus - Podul Oarghii / ansamblu anonim (Categorie: locuire) (Tip: Așezare)                              | sat Oarța de Sus, comuna Oarța de Jos | Podul Oarghii         | sec. II- IV                          |                                      |            | Încărcați imagine | Raportați eroare |
| 108384.14.03                              | Situl arheologic de la Oarța de Sus - Podul Oarghii / ansamblu anonim (Categorie: locuire) (Tip: Așezare)                              | sat Oarța de Sus, comuna Oarța de Jos | Podul Oarghii         |                                      |                                      |            | Încărcați imagine | Raportați eroare |
| 108384.15.01                              | Situl arheologic de la Oarța de Sus - Satu Bătrân / ansamblu anonim (Categorie: locuire) (Tip: Așezare)                                | sat Oarța de Sus, comuna Oarța de Jos | Satu Bătrân           | Suciu de Sus                         |                                      |            | Încărcați imagine | Raportați eroare |
| 108384.15.03                              | Situl arheologic de la Oarța de Sus - Satu Bătrân / ansamblu anonim (Categorie: locuire) (Tip: Așezare)                                | sat Oarța de Sus, comuna Oarța de Jos | Satu Bătrân           |                                      |                                      |            | Încărcați imagine | Raportați eroare |
| 108384.15.04                              | Situl arheologic de la Oarța de Sus - Satu Bătrân / ansamblu anonim (Categorie: locuire) (Tip: Așezare)                                | sat Oarța de Sus, comuna Oarța de Jos | Satu Bătrân           |                                      |                                      |            | Încărcați imagine | Raportați eroare |
| 108384.15.02                              | Situl arheologic de la Oarța de Sus - Satu Bătrân / ansamblu anonim (Categorie: locuire) (Tip: Așezare)                                | sat Oarța de Sus, comuna Oarța de Jos | Satu Bătrân           |                                      |                                      |            | Încărcați imagine | Raportați eroare |
| 108384.16.01                              | Așezarea Suciu de Sus de la Oarța de Jos - Cânepiște / ansamblu anonim (Categorie: locuire) (Tip: Așezare)                             | sat Oarța de Sus, comuna Oarța de Jos | Cânepiște             | Suciu de Sus                         | 2002                                 |            | Încărcați imagine | Raportați eroare |
| 108384.17.01                              | Așezarea de epocă romană de la Oarța de Sus - Bicazău / ansamblu anonim (Categorie: locuire) (Tip: Așezare)                            | sat Oarța de Sus, comuna Oarța de Jos | Bicazău               |                                      |                                      |            | Încărcați imagine | Raportați eroare |
| 108384.18.01                              | Așezarea medievală timpurie de la Oarța de Sus - Râtul Perșii / ansamblu anonim (Categorie: locuire) (Tip: Așezare)                    | sat Oarța de Sus, comuna Oarța de Jos | Râtul Perșii          | VII- IX                              | C. Kacso, D. Pop și Tr. Rus 2002     |            | Încărcați imagine | Raportați eroare |
| 108384.19.01                              | Așezarea din epoca bronzului de la Oarța de Sus - Pe Lab / ansamblu anonim (Categorie: locuire) (Tip: Așezare)                         | sat Oarța de Sus, comuna Oarța de Jos | Pe Lab                |                                      | 1987                                 |            | Încărcați imagine | Raportați eroare |
| 108384.20.01                              | Așezarea din epoca bronzului de la Oarța de Sus - Țempe / ansamblu anonim (Categorie: locuire) (Tip: Așezare)                          | sat Oarța de Sus, comuna Oarța de Jos | Țempe                 |                                      |                                      |            | Încărcați imagine | Raportați eroare |
| 108419.02.01                              | Salina de la Ocna Șugatag / ansamblu anonim (Categorie: exploatare/carieră) (Tip: Saline)                                              | sat Ocna Șugatag, comuna Ocna Șugatag |                       |                                      |                                      |            | Încărcați imagine | Raportați eroare |
| 108419.03.01                              | Așezarea preistorică de la Ocna Șugatag - Handal / ansamblu anonim (Categorie: locuire) (Tip: Așezare)                                 | sat Ocna Șugatag, comuna Ocna Șugatag | Handal                |                                      | T. Ivanciuc 1999                     |            | Încărcați imagine | Raportați eroare |